# Charles-Henri de Metternich-Winnebourg
Pour les articles homonymes, voir Metternich (homonymie).
Charles-Henri de Metternich-Winnebourg ou Karl Heinrich von Metternich-Winneburg, de la Maison de Metternich, né le 15 juillet 1622 et mort le 28 septembre 1679, doyen de l'église métropolitaine de Mayence, est archevêque et prince-électeur de Mayence en 1679.

## Biographie
(janvier 2017).
Le contenu est difficilement compréhensible vu les erreurs de traduction, qui sont peut-être dues à l'utilisation d'un logiciel de traduction automatique.
Charles-Henri est né le 15 juillet 1622 de Guillaume de Metternich-Winnebourg et d'Éléonore de Metternich-Winnebourg de la maison de Brömser de Rüdesheim am Rhein. Il fut d'abord chanoine du Diocèse de Trèves et du Diocèse de Mayence. Il est nommé scolastique du Mayence le 15 avril 1655 puis custode de l’abbaye Saint-Alban devant Mayence, et fait chorévêque de Trêves l'année suivante. Il fut élu archevêque de Mayence le 9 janvier 1679 et nommé évêque de Worms le 30 janvier 1679.
Il fut recteur de l'Université de Mayence de 1664 à 1666. Au cours de son bref mandat d'évêque des deux diocèses, il réussit à persuader les « Welschnonnen », un groupe de moniales-enseignantes de l'Ordre des Augustins du Luxembourg, de venir à Mayence pour y améliorer le système scolaire. Toutefois, les religieuses n'y sont arrivées qu'après sa mort. Les Augustins ont cependant décidé de s'installer à Mayence et y ont construit un monastère  comprenant également une église, la « Welschnonenkirche ».
Une apoplexie l'emporta le 28 septembre suivant, dans son château d'Aschaffenbourg, d'où il fut transporté à Mayence, pour y être inhumé dans l'église métropolitaine.